# Robert Wagner (wielrenner)
Robert Wagner (Maagdenburg, 17 april 1983) is een Duits voormalig wielrenner.

## Overwinningen
2005
8e etappe Ronde van Thüringen
2008
Ronde van Noord-Holland
1e etappe Delta Tour Zeeland
2009
2e etappe Delta Tour Zeeland
2010
2e etappe Driedaagse van West-Vlaanderen
Ronde van Noord-Holland
2e etappe Ronde van Beieren
2e etappe Delta Tour Zeeland
2011
 Duits kampioen op de weg, Elite
1e etappe Ronde van Spanje (ploegentijdrit)
2013
Proloog Ster ZLM Toer

## Resultaten in voornaamste wedstrijden
| Jaar | Ronde van Italië | Ronde van Frankrijk | Ronde van Spanje |
| ---- | ---------------- | ------------------- | ---------------- |
| 2007 |                  |                     |                  |
| 2008 |                  |                     |                  |
| 2009 |                  |                     |                  |
| 2010 |                  |                     |                  |
| 2011 |                  |                     | 162e             |
| 2012 |                  |                     |                  |
| 2013 |                  |                     | 123e             |
| 2014 |                  |                     | 151e             |
| 2015 | buiten tijd      |                     |                  |
| 2016 |                  | 163e                |                  |
| 2017 |                  | 164e                |                  |
| 2018 |                  |                     |                  |

| Jaar | Milaan-San Remo | Gent-Wevelgem | Ronde van Vlaanderen | Parijs-Roubaix | Amstel Gold Race | Parijs-Tours |  | Wereldranglijsten |
| ---- | --------------- | ------------- | -------------------- | -------------- | ---------------- | ------------ |  | ----------------- |
| 2007 |                 | 126e          | opgave               | 56e            | opgave           |              |  |                   |
| 2008 |                 |               | opgave               | 56e            | opgave           | 49e          |  |                   |
| 2009 |                 |               |                      |                |                  | 151e         |  |                   |
| 2010 |                 | opgave        |                      | 44e            |                  |              |  |                   |
| 2011 | 98e             | opgave        |                      |                |                  |              |  |                   |
| 2012 | 110e            | opgave        |                      |                |                  | 105e         |  |                   |
| 2013 |                 |               | 96e                  | 30e            |                  |              |  | 168e (UWT)        |
| 2014 | 81e             | 102e          | opgave               | 77e            |                  | 105e         |  |                   |
| 2015 | 144e            |               | opgave               | 120e           |                  |              |  |                   |
| 2016 |                 | 66e           | opgave               | 52e            |                  |              |  |                   |
| 2017 |                 | 57e           |                      | opgave         |                  | 136e         |  | 420e (UWT)        |
| 2018 |                 |               | opgave               |                |                  |              |  |                   |

## Ploegen
2005 –  Team Wiesenhof (stagiair vanaf 1 augustus)
2006 –  Continental Team Milram
2007 –  Team Wiesenhof-Felt
2008 –  Skil-Shimano
2009 –  Skil-Shimano
2010 –  Skil-Shimano
2011 –  Leopard Trek
2012 –  RadioShack-Nissan-Trek
2013 –  Belkin-Pro Cycling Team 
2014 –  Belkin-Pro Cycling Team
2015 –  Team LottoNL-Jumbo
2016 –  Team LottoNL-Jumbo
2017 –  Team LottoNL-Jumbo
2018 –  Team LottoNL-Jumbo
2019 –  Arkéa-Samsic
1. ↑  Tot de Ronde van Frankrijk heette de ploeg Blanco-Pro Cycling Team, maar na het aantrekken van Belkin als hoofdsponsor werd de naam veranderd.

Wielerploegen van Robert Wagner
Grabsch ·
Greipel ·
Heppner (tot 31/08) ·
Knees ·
Kopp ·
Müller · 
Musiol ·
Obst ·
Poitschke ·
Radochla ·
Schröder ·
Siedler · 
Wackernagel ·
Thomas (stagiair) ·
Wagner (stagiair) 
van Dijk · 
Gajek ·
Giling ·
Leben ·
Ludewig ·
Musiol ·
Odebrecht · 
Pollack ·
Radochla ·
Retschke ·
Schmidt ·
Schulze · 
M. Velits ·
P. Velits ·
Wagner · 
Wesemann
Abe ·
Bacquet ·
den Bakker ·
Beppu ·
Curvers ·
Deroo ·
Doi ·
Goesinnen ·
Hatanaka ·
Hirose ·
Houanard ·
van Hummel ·
Hupond ·
Iino ·
Ji · 
Jin ·
Kano ·
Lhotellerie ·
Nodera ·
Rooijakkers ·
Siedler ·
Suzuki ·
Timmer ·
Veelers · 
Wagner ·
Chaigneau (stagiair) · 
De Backer (stagiair) 
Beppu ·
Curvers ·
De Backer ·
Deroo ·
Docker ·
Doi ·
Eltink ·
Feng ·
Geschke ·
Goesinnen ·
Hivert ·
Houanard ·
van Hummel ·
Hupond ·
Ji · 
Jin ·
de Kort ·
Lemoine ·
Rooijakkers ·
Timmer ·
Veelers · 
Wagner ·
Antomarchi (stagiair) · 

de Jonge (stagiair) · 
Vissers (stagiair) 
Chaigneau ·
Cornu ·
Curvers ·
De Backer ·
Deroo ·
Docker ·
Doi ·
Feng ·
Geniez ·
Geschke ·
Goesinnen ·
Houanard ·
Huguet ·
van Hummel ·
Hupond ·
Ji · 
Jin ·
de Kort ·
Rooijakkers ·
Timmer ·
Veelers · 
Vissers · 
Wagner ·
Wilmann ·
Damuseau (stagiair) ·
van Zandbeek (stagiair)
Bennati ·
Cancellara     ·
Clarke ·
Denifl ·
Feillu ·
Fuglsang ·
Gerdemann ·
Klemme ·
Lund ·
Monfort ·
Mortensen ·
Nizzolo ·
O'Grady ·
Pedersen ·
Pires ·
Posthuma ·
Rohregger · 
A. Schleck ·
F. Schleck ·
Stamsnijder ·
Viganò ·
Voigt ·
Wagner ·
Wegmann ·
Weylandt (tot 09/05) ·
Zaugg ·
Selig (stagiair) 
Bakelants ·
Bennati ·
Bennett ·
Busche ·
Cancellara   ·
Didier ·
Fuglsang ·
Gallopin ·
Gerdemann ·
Hermans ·
Horner ·
Irizar ·
King ·
Klöden ·
Machado ·
Monfort ·
Nizzolo ·
Oliveira ·
Popovytsj ·
Posthuma ·
Rast ·
Rohregger · 
Roulston ·
A. Schleck ·
F. Schleck ·
Sergent ·
Voigt ·
Wagner ·
Zaugg ·
Zubeldia
Bobridge · 
Bol · 
Boom ·  
Bos · 
Brown · 
Clement · 
Flens · 
Gárate · 
Gesink · 
Goos ·  
Hofland · 
Kelderman · 
Kruijswijk · 
Leezer · 
Martens · 
Mollema · 
Nordhaug · 
Renshaw ·
Tankink · 
Tanner · 
ten Dam · 
Tjallingii ·  
van Emden · 
van Winden · 
Vanmarcke · 
Wagner · 
Wynants · 
Slik (stagiair)
Bobridge · Bol · Boom ·  Bos · Brown · Clement · Flens · Gárate · Gesink · Goos · Hivert · Hofland · Keizer · Kelderman · Kruijswijk · Leezer · Markus · Martens · Mollema · Nordhaug · Tankink · Tanner · ten Dam · Tjallingii · van der Lijke · van Emden · van Winden · Vanmarcke · Wagner · Wynants · Tusveld (stagiair)
Bennett · Bulgaç · De Weert · Flens · Gesink · Goos · Hofland · Keizer · Kelderman · Kruijswijk · Leezer · Lindeman · Markus · Martens · Roosen · Tankink · Teunissen · ten Dam · Tjallingii · Van Asbroeck · van der Lijke · van Emden · Vanmarcke · van Winden · Wagner · Wynants · Bouwman (stagiair) · Castelijns (stagiair) · Lammertink (stagiair)
Battaglin · Bennett · Bouwman · Campenaerts · Castelijns · van Emden · Gesink · Goos · Groenewegen · Hofland · Keizer · Kelderman · Kruijswijk · Lammertink · Leezer · Lindeman · Martens · Roglič · Roosen · Tankink · Teunissen · Tjallingii · Van Asbroeck · Vanmarcke · Vermeulen · Wagner · van Winden · Wynants
Battaglin · Bennett · Boom · Bouwman · Campenaerts   · Castelijns · Clement · De Tier · van Emden · Gesink · Groenewegen · Jansen · Keizer · Kruijswijk · Lammertink · Leezer · Lindeman · Lobato · Martens · Olivier · Roglič · Roosen · Tankink · Tolhoek · Van den Broeck · Van Hoecke · Vermeulen · Wagner · Wynants · Janssen (stagiair)
Battaglin · Bennett · Boom · Bouwman · Clement · De Tier · Eenkhoorn · van Emden · Gesink · Groenewegen · Jansen · Kruijswijk · Kuss · Leezer · Lindeman · Martens · Olivier · van Poppel · Powless · Roglič · Roosen · Tankink · Tolhoek · Van Hoecke · Wagner · Wynants
Barguil · Bonnamour · Bouet · Daniel · Delaplace · Feillu · Gesbert · Greipel · Guernalec · Hardy · Jarrier · Le Roux · Ledanois · Maison · Moinard · Pichon · Riou · Russo · Swift (vanaf 10 mei) · Vachon · Wagner · Welten · Doleatto (stagiair) · Jarnet (stagiair) · Lecamus-Lambert (stagiair)